# Циттурм (Цуг)
Циттурм (нем. Zytturm) — башня в городе Цуг. Название строения происходит от верхненемецкого Zeitturm — «башня с часами».
Высота башни — 52 м. Расположен Циттурм в исторической части города на площади Колинплатц.
Начало строительства датируется XIII веком. В 1478—1480 гг была увеличена высота башни, которая стала использоваться и в качестве каланчи. В 1557 году Циттурм приобрёл свой нынешний вид с караульной комнатой, эркерами и шатровой крышей. Большие часы были установлены в 1574 году. Последняя крупная реставрация была проведена в 1952 году.
На восточной стороне башни, под часами, изображены гербы Восьми старых кантонов, входивших в состав Старой Швейцарской конфедерации в 1353-1481 гг.
Особое внимание привлекают астрономические часы 1574 года. Под часами расположен календарный циферблат с четырьмя стрелками. Стрелка указывает день недели на внутреннем кольце циферблата, на котором дни недели представлены их германскими божествами и астрологическими знаками, с воскресеньем наверху. Полумесяц указывает на лунную фазу, указывая вверх на новолуние и вниз на полнолуние. Солнце указывает на знак зодиака на внешнем кольце циферблата, начиная с Козерога для января. Стрелка S указывает на високосный год (от немецкого Schaltjahr), завершающий цикл каждые четыре года, указывая вниз в начале високосного года.
Циттурм как памятник архитектуры включен в Швейцарский реестр культурных ценностей национального и регионального значения.

## Галерея

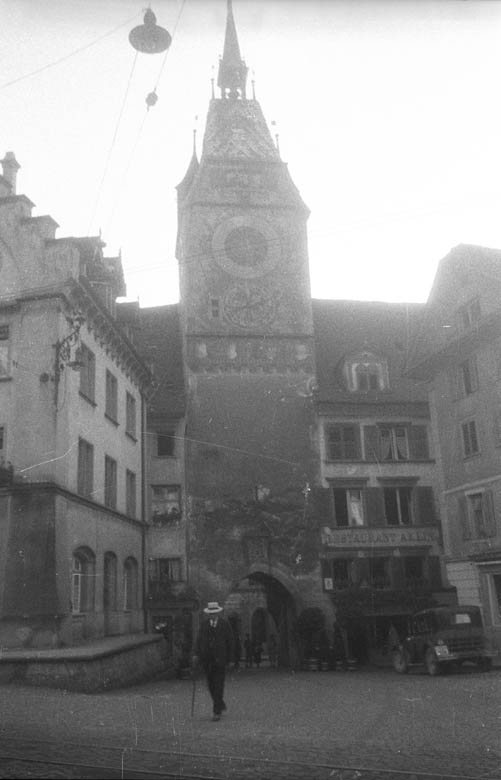
Фотография 1936 года
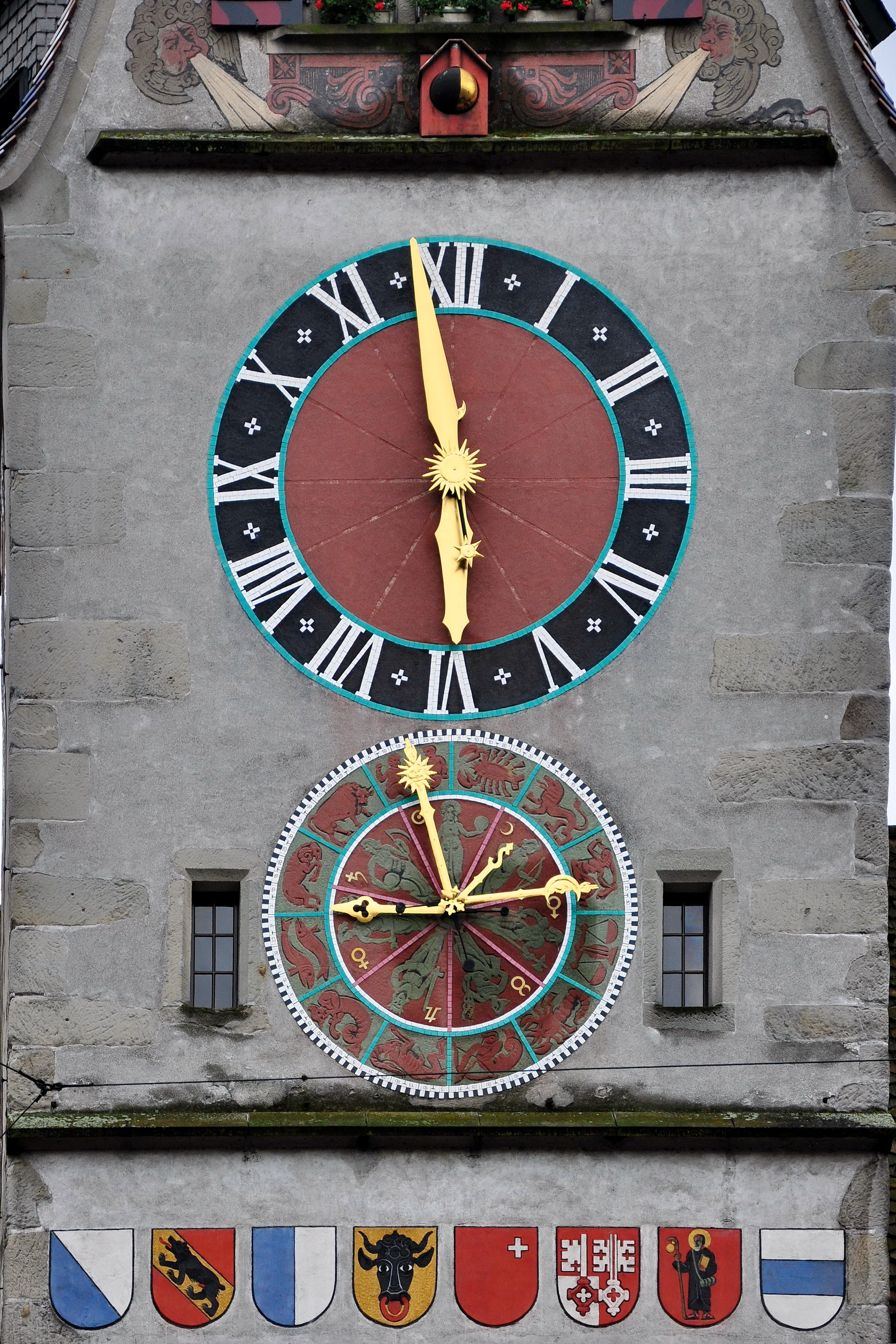
Часы на башне. Ниже гербы Восьми кантонов
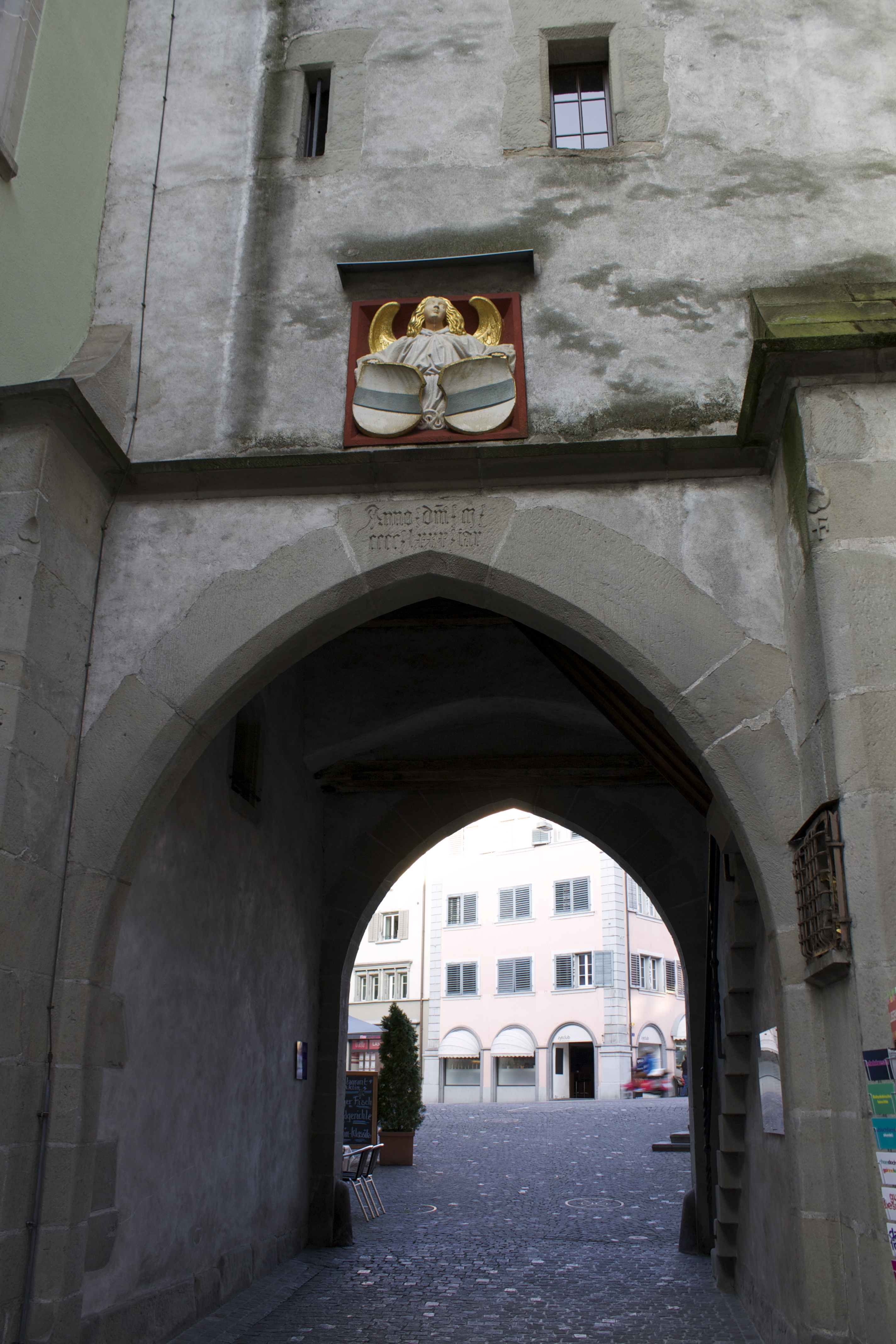
Ворота башни
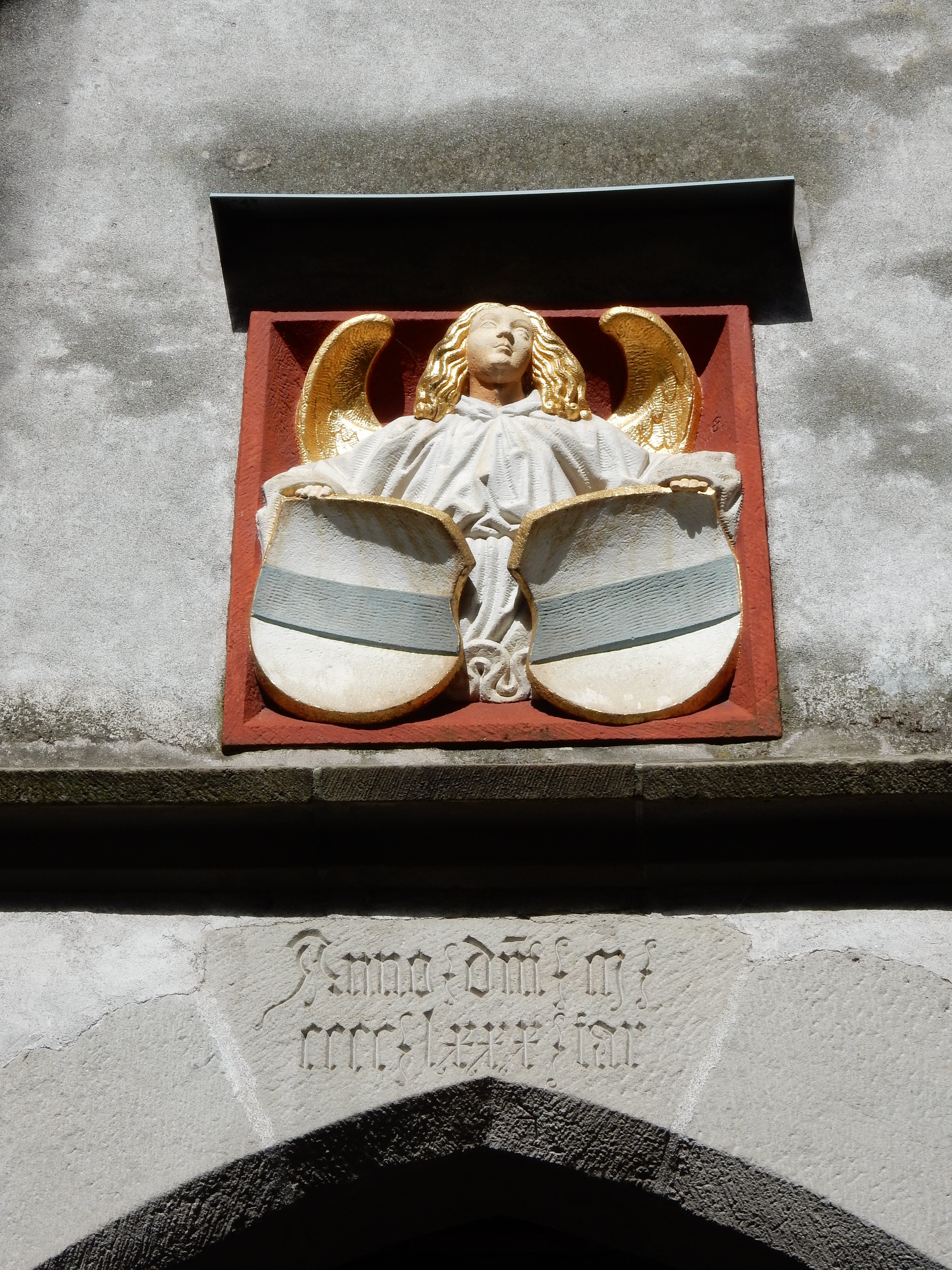
Герб Цуга, 1480 год